# Franc Props
Franc Props, slovenski politik in ekonomist, * 7. marec 1963, Ljubljana.
Od leta 2022 do 2023 je bil poslanec v Državnem zboru Republike Slovenije. Je aktualni minister za javno upravo.

## Izobrazba
Po končani Gradbeni tehniški šoli v Ljubljani se je zaposlil in ob delu nadaljeval študij na Ekonomski fakulteti v Ljubljani, kjer je diplomiral leta 2006. Leta 2008 je na isti fakulteti še magistriral iz poslovodenja in organizacije, z nalogo Uresničevanje učeče se organizacije.

## Kariera
Med 1991 in 2010 je Props delal v podjetju za upravljanje lastnine SPL d.d. v Ljubljani, kjer je bil od 1993 tudi direktor tehničnega sektorja. Leta 2010 je bil nato zaposlen v kabinetu takratnega ministra za okolje in prostor, leta 2011 pa se je vrnil v SPL, kjer je bil nato vse do leta 2019 generalni direktor. Od leta 2020 do 2022 je delal kot načelnik Upravne enote Litija.

### Politika
Na državnozborskih volitvah 2022 je bil na listi Gibanja Svoboda izvoljen za poslanca v Državnem zboru Republike Slovenije. V matičnem volilnem okraju Litija je prejel 4.520 oz. 35,46 % glasov.
1. decembra ga je predsednik vlade Robert Golob predlagal za novega ministra za javno upravo. Minister je dobil podporo na matičnem odboru, 7. decembra 2023 pa prisegel v Državnem zboru.